# Немецкий центр детской и юношеской ревматологии
Немецкий центр детской и юношеской ревматологии в городе Гармиш-Партенкирхен (Garmisch-Partenkirchen), часто называемый просто «Детская Ревмаклиника» (нем. Rheumaklinik Архивная копия от 16 марта 2013 на Wayback Machine), является крупнейшей в Европе специализированной клиникой для лечения детей и пациентов юношеского возраста с ревматологическими заболеваниями и хроническими болевыми синдромами.
Клиника является академическим лечебным заведением Мюнхенского университета Людвига-Максимилиана (LMU München) и специализируется на детской ревматологии и противоболевой терапия в детском и юношеском возрасте.

## История клиники
Детская ревматологическая клиника в городе Гармиш была основана на базе детского туберкулёзного санатория благотворительной христианской организации «Руммельсбергер». В 1950 году руководство клиникой переняла Элизабет Штёбер (Elisabeth Stoeber), заведовавшая до этого детской клиникой Мюнхенского университета. С помощью средств выделявшихся по программе «План Маршалла» (Marshall Plan) ей удалось открыть детское ревматологическое отделение. С течением времени количество пациентов в клинике значительно возросло, одновременно в специализации клиники произошёл сдвиг от туберкулёзных к ревматологическим заболеваниям. К концу десятилетия наряду с ОРЛ (острая ревматическая лихорадка) в клинику стали принимать также пациентов с юношеским полиартритом, с Morbus Still (Болезнь Стилла — системный ювенильный ревматоидный артрит) и с ювенильным идиопатическим артритом (ЮИА, англ. JIA — Juvenile idiopathic arthritis).
В последующем десятилетии с появлением кортикостероидов и нестероидных антиревматических препаратов, а также с ростом возможностей физиотерапии была разработана программа терапии для особо сильно ограниченных в движении детей. С 1952 года для юных пациентов часто месяцами находящихся в стационаре было введено школьное обучение в стенах клиники, которое с 1975 года переросло в государственную школу при клинике.
Обязательная система медицинского страхования и пожертвования из различных источников позволяют расширять и совершенствовать методы лечение больных детей. Особо активную поддержку оказывают такие известные благотворительные организации как Международная организация Лайнз (Lions Clubs International), «Зарегистрированное общество помощи детям болеющих ревматизмом» (Hilfe für das rheumakranke Kind e.V.), фонд «Немецкая Ревма-Лига» (Deutsche Rheuma-Liga), общество евангелической церкви «Иннере Миссион» (Innere Mission) и некоторые немецко-американские организации. Регулярно поступают пожертвования и от частных лиц.

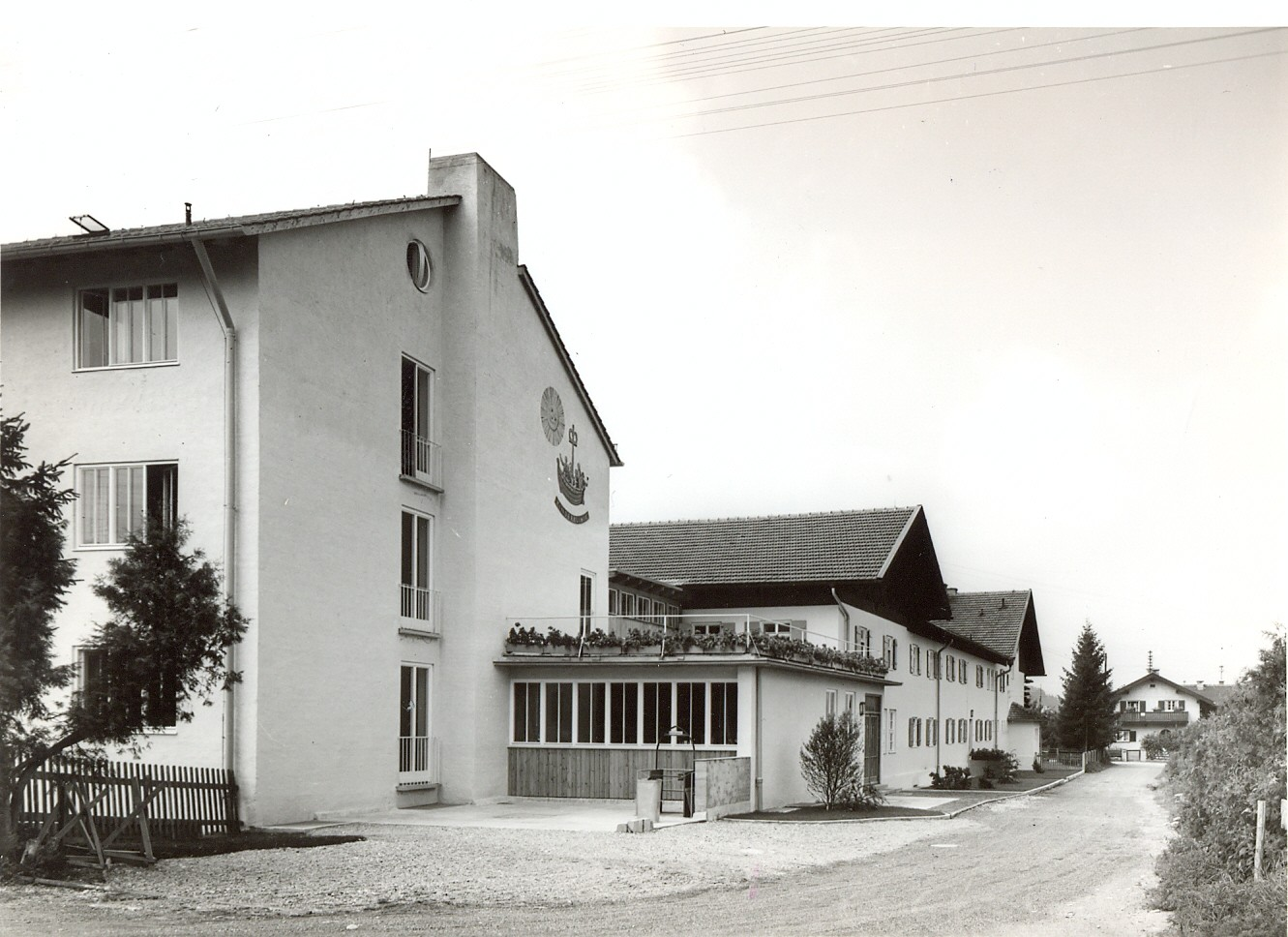
Клиника церковного общества «Иннере Миссион» в Гармиш-Партенкирхене с новым пристроеным крылом Ревма-отделения, около 1965

С 1969 по 1971 год была построена новая ревматологическая клиника со спортивным залом и бассейном.
С 1975 по 1978 год клиникой руководил профессор Г. Кёлле (G. Kölle).
В 1978 году руководство клиникой перенял профессор Ганс Трукенбродт (Hans Truckenbrodt). Под его началом большое развитие получили физиотерапия (ЛФК) и эрготерапия (Occupational Therapy). Одновременно были улучшены социально-бытовые условия, и у родителей юных пациентов появилась возможность проживать вблизи находящихся на лечении детей. Тогда же была введена новая методика базовой терапии метотрексатом (Methotrexat, MTX).
С 2004 года детская ревматологическая клиника официально называется «Немецкий центр детской и юношеской ревматологии» (DZKJR).
В 2008 году руководителем центра стал профессор доктор Йоханнес-Петер Хааз (Johannes-Peter Haas). С этого момента центр является академическим лечебным заведением Мюнхенского университета Людвига-Максимилиана (LMU München).
В 2010 году «Немецкий центр детской и юношеской ревматологии» был приватизирован.
В июле 2012 года открылись два нововозведëнных отделения на 36 мест и абсолютно по-новому концепированное отделение физиотерапии с современным бассейном для двигательной гимнастики, плавания и игр в тёплой воде.
Научные изыскания сотрудников ревматологической клиники под руководством её основательницы Элизабет Штёбер получили большое международное признание. С 2012 года одна из улиц города Гармиш-Партенкирхена носит имя «Elisabeth-Stoeber-Weg».

## Специализация клиники
Диагностика, лечение и реабилитация больных со следующей патологией:

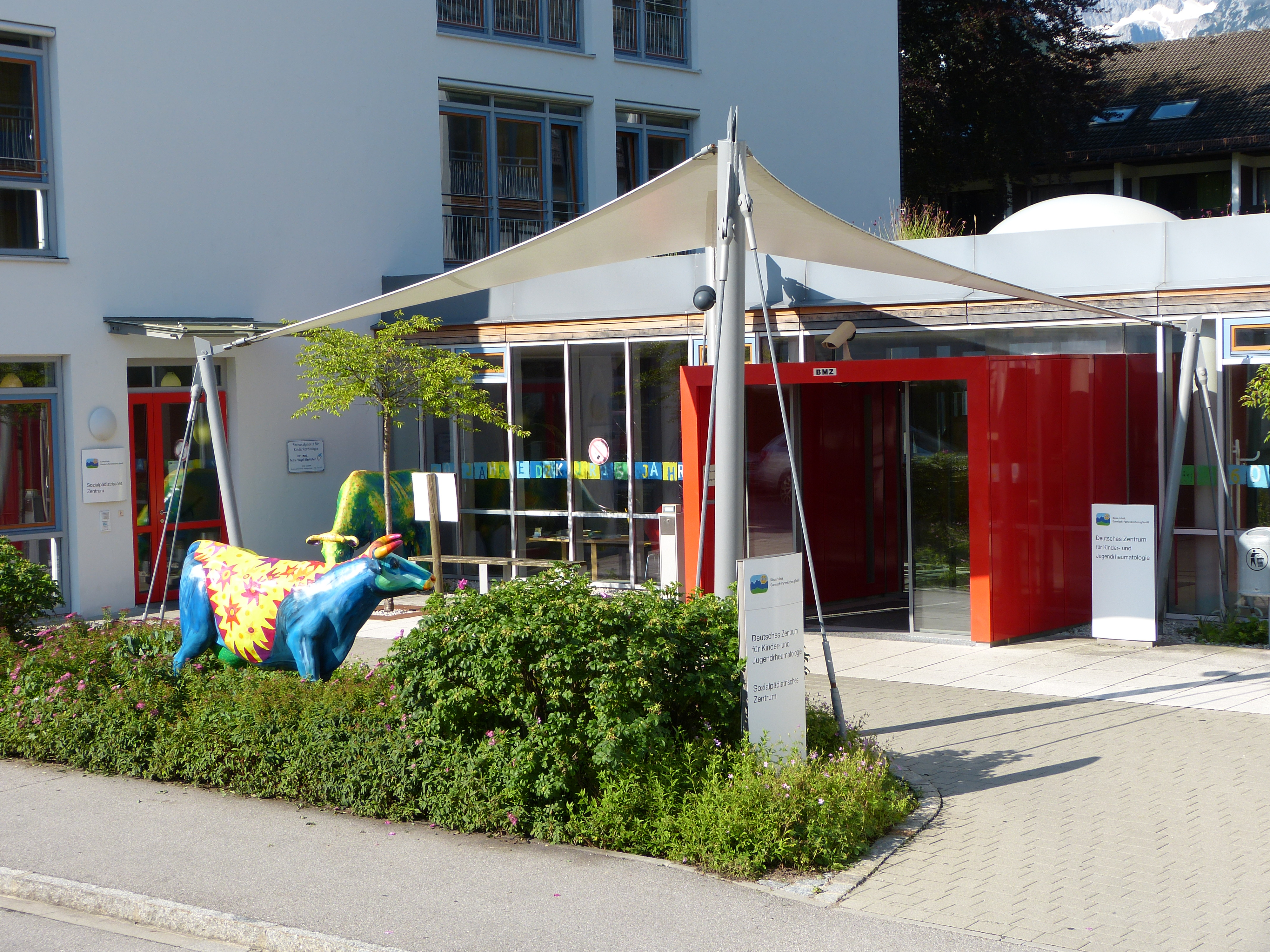
Немецкий центр детской и юношеской ревматологии сегодня

- системный ювенильный ревматоидный артрит (системный ЮРА, Болезнь Стилла)
- суставная форма ювенильного артрита
- системная красная волчанка (СКВ, болезнь Либмана-Сакса, лат. system lupus erythematodes)
- системная склеродермия
- ювенильный дерматомиозит (ЮДМ)
- другие заболевания связочного аппарата (коллагенозы)
- воспаления сосудистой системы (васкулит)
- периодическая лихорадка
- заболевания иммунной системы
- пациенты с болевым синдромом
- костные и хрящевые изменения

Часть пациентов имеют возможность проходить амбулаторное лечение.
К основному центру относится детская неврология и частная детская кардиологическая практика.
Высокая эффективность лечения (введение в сустав кортизона, терапия новейшими биологическими агентами и противоболевая терапия) привлекает внимание пациентов из Германии и всей Европы.

## Гармишская концепция лечения (нем. Das Garmischer Therapiekonzept)
В основе «Гармишской концепции лечения» лежит индивидуальный подход к пациенту и комплексная междисциплинарная терапия. Целостная концепция терапии учитывает аспекты медицинского, физического и психосоциального характера пациентов детского и юношеского возраста и покоится на пяти столпах:
- врачебная терапия проводится детскими ревматологами в тесном взаимодействии со специалистами из смежных областей медицины: офтальмологии, ортопедии, челюстной ортопедии, дерматологии, ортопедической техники
- специализированный уход
- физиотерапия (приключенческая педагогика, танцевальная и музыкальная терапия, гиппотерапия, массаж и эрготерапия)
- психосоциальная терапия с обучением родителей больных детей
- педагогическая терапия (школа при клинике)

Совместная работа специалистов всех профилей приводит к оптимальным результатам для каждого отдельно взятого пациента.

## Гармишская противоболевая концепция (нем. Das Garmischer Schmerzkonzept)
Противоболевая терапия при хронических болях предъявляет высокие требования к специалистам всех профилей. С 2003 года в клинике существует отделение противоболевой терапии, где с подростками работают врачи, психологи, физиотерапевты, эрготерапевты, специально обученный персонал по уходу за больными, социальные работники. На переднем плане стоит «Активирующая терапия». Активирующая терапия — это помощь к самопомощи — её цель состоит в уменьшении болевых ощущений пациента, обретении им уверенности в себе, в содействии его социальной интеграции и подготовке к будням.